# Nurri
Nurri – miejscowość i gmina we Włoszech, w regionie Sardynia, w prowincji Sud Sardynia.
Według danych na rok 2004 gminę zamieszkiwało 2425 osób, 33,2 os./km². Graniczy z Esterzili, Isili, Mandas, Orroli, Sadali, Serri, Siurgus Donigala i Villanova Tulo.